# Alzoniella montana
Alzoniella montana е вид охлюв от семейство Hydrobiidae. Видът е почти застрашен от изчезване.

## Разпространение и местообитание
Разпространен е в Испания.
Обитава скалистите дъна на сладководни басейни и потоци.